# 윤한비
윤한비(1985년 12월 3일 ~ )는 전직 대한민국의 레이싱 모델이며, 현재는 방송연예인 겸 트롯 걸그룹 루비체 리더로 활동하고 있다.

## 경력
- 2012년 F1 코리아 그랑프리 그리드걸
- 2015년 코리아스피드 페스티벌 레이싱모델
- 2015년 현대모비스 전속 모델
- 2018년 CJ슈퍼레이스 인제레이싱팀 모델
- 각종 모터쇼 모델

## 기타
- 마스타즈(뮤직비디오)
- 온미디어 러브액션 - 콩깍지 실험실(방송)
- 착한프로그램 솔선수범 메인 MC.